# Клебер Сантана
Не плутати з іншими особами, відомими під іменем Клебер
Клебер Сантана (порт. Cléber Santana, 27 червня 1981, Олінда — 28 листопада 2016, Ла-Уньйон, неподалік Медельїна) — бразильський футболіст, що грав на позиції півзахисника. Відомий за виступами за низку бразильських клубів, зокрема «Спорт Ресіфі», «Віторія», «Сан-Паулу» та «Шапекоенсе», японський клуб «Касіва Рейсол», та іспанські «Атлетіко» та «Мальорка». У складі бразильських клубів він 7 разів ставав чемпіоном 4 штатів Бразилії, двічі володарем кубків бразильських штатів, також став переможцем Кубка Нордесте та фіналістом Південноамериканського кубка. У складі «Атлетіко» Клебер Сантана став переможцем Кубка Інтертото. Загинув в авіакатастрофі BAe 146 над Колумбією майже з усім складом команди «Шапекоенсе», який летів на перший фінальний матч Південноамериканського кубка з «Атлетіко Насьйональ».

## Ігрова кар'єра
Вихованець футбольної школи клубу «Спорт Ресіфі». Розпочав кар'єру футболіста спочатку в молодіжній команді «Спорт Ресіфі», пізніше продовжив виступи вже в основній команді клубу. У клубі з Ресіфі Клебер Сантана провів два сезони, взявши участь у 47 матчах чемпіонату, та став у його складі переможцем Ліги Пернамбукано у 2000 та 2003 роках, кубку штату в 2003 році, та Кубка Нордесте у 2000 році.
У 2004 році футболіст перейшов до складу іншого бразильського клубу «Віторія» із Салвадора, у якому грав протягом одного року, і став у його складі переможцем Ліги Баїяно та володарем кубку штату Баїя. Протягом 2005 року Клебер Сантана грав за клуб японської Джей-ліги «Касіва Рейсол». У 2006 році футболіст повернувся на батьківщину, де став гравцем клубу «Сантус», за який Клебер грав протягом 2 років. У складі клубу футболіст двічі став переможцем Ліги Пауліста.
У липні 2007 року Клебер Сантана за 6 мільйонів євро перейшов до складу мадридського «Атлетіко», уклавши контракт на 3 роки. Із початку сезону 2008—2009 футболіст грав у оренді в іншому іспанському клубі «Мальорка». За рік Клебер повернувся до «Атлетіко», з початку 2010 року продовжив контракт із клубом до 2012 року. Проте, незважаючи на продовження контракту з іспанським клубом, Клебер Сантана ще на початку 2010 року вирішив повернутись на батьківщину, де уклав контракт із клубом «Сан-Паулу». У складі клубу перебував два роки, за цей час двічі здавався клубом в оренду до «Атлетіку Паранаенсе» та «Аваї», у складі якого став переможцем Ліги Паранаенсе.
21 вересня 2012 року офіційно повідомлено, що Клебер Сантана став футболістом «Фламенго» із Ріо-де-Жанейро, який викупив 70 % прав на футболіста. У «Фламенго» футболіст грав протягом року, пізніше по року Клебер Сантана грав у складі клубів «Аваї» та «Крісіума».
У 2015 році Клебер Сантана став гравцем клубу «Шапекоенсе». Футболіст був обраний капітаном команди, разом із якою став переможцем Ліги Паранаенсе, та вийшов до фіналу Південноамериканського кубка.

## Загибель
28 листопада 2016 року Клебер Сантана загинув в авіакатастрофі над Колумбією разом з практично всім складом клубу і тренерським штабом клубу в повному складі, який летів на перший фінальний матч Південноамериканського кубка з «Атлетіко Насьйональ».

## Досягнення

### «Спорт Ресіфі»
- Кубок Нордесте: 2000
- Ліга Пернамбукано: 2000
- Володар Кубка штату Пернамбуку: 2003

### «Віторія»
- Ліга Баїяно: 2004
- Володар Кубка штату Баїя : 2004

### «Сантус»
- Ліга Пауліста: 2006, 2007

### «Атлетіко»
- Кубок Інтертото: 2007
- Фіналіст Кубка Іспанії з футболу: 2009—2010.

### «Аваї»
- Ліга Катаріненсе: 2012

### «Шапекоенсе»
- Ліга Катаріненсе: 2016
- Південноамериканський кубок: Володар (1): 2016 (посмертно)[8]